# ۱٬۲٬۳٬۴-تترا فنیل نفتالن
۱٬۲،۳٬۴-تترا فنیل نفتالن (به انگلیسی: 1,2,3,4-Tetraphenylnaphthalene) با فرمول شیمیایی C34H24 یک ترکیب شیمیایی با شناسه پاب‌کم 6053 است. که جرم مولی آن ۴۳۲٫۵۵ گرم بر مول می‌باشد. 